# Associação Bahiana de Imprensa
A Associação Bahiana de Imprensa (ABI) é uma organização sem fins lucrativos brasileira que congrega pessoas vinculadas à atividade jornalística de todo o estado da Bahia. Com sede na Praça da Sé (Salvador), em Salvador, foi fundada no dia 17 de agosto de 1930 por Altamirando Requião (1893-1989). O atual presidente é o radialista e jornalista Ernesto Dantas Araújo Marques.

## História
No dia 17 de agosto de 1930, nos salões da Associação Tipográfica Baiana, 73 jornalistas instalaram a Associação Bahiana de Imprensa (ABI), cuja trajetória está incorporada na história da Bahia. Os fatos mais relevantes ocorridos em no Estado passaram pela entidade, que acompanha as transformações sociais, políticas e econômicas da Bahia e do Brasil.
No ano do seu nascimento, em 1930, os planos iniciais foram adiados, diante de um fato político que perturbaria a vida dos brasileiros: a Revolução de 1930, com a decretação do estado de sítio e severas restrições à ordem pública e às liberdades individuais. A ABI surge com o objetivo de defender a liberdade de expressão e zelar pelo respeito às leis estabelecidas.
A sede própria, apesar do estado de sítio, era o principal objetivo do primeiro presidente, Altamirando Requião. Mas, por influência da chamada Revolução de 30, seguida da ditadura de Getúlio Vargas, de 1937 a 1945, e da Segunda Guerra Mundial, de 1939 a 1945, ela só seria inaugurada em 2 de fevereiro de 1960, período de calmaria que, aliás, duraria pouco tempo, pois quatro anos depois surgiria o regime militar, que duraria até 1985.
Na Bahia, em 1930, assumia o governo do Estado o tenente (integrante do “tenentismo”) Juracy Montenegro Magalhães, um dos interventores. Durante seu comando, ocorreram períodos duros com prisões de toda ordem, de jornalistas a políticos. Nos “anos de chumbo” do regime militar iniciado em março de 1964 e extinto em 1985, centenas de jornalistas e cidadãos foram agredidos, presos e encarcerados, exterminados, ou desapareceram, escrevendo uma das páginas mais sombrias da História do Brasil, com os jornais ocupados por censores oficiais.
Mesmo depois que se retomou o caminho democrático, em 1985, a liberdade de expressão continua sendo ameaçada em nosso País, com censuras, agressões e até homicídios.

## Presidentes
| Presidente                         | Período                 |
| ---------------------------------- | ----------------------- |
| Ernesto Dantas Araújo Marques      | 10.09.2020 - Presente   |
| Antonio Walter dos Santos Pinheiro | 13.07.2011 - 10.09.2020 |
| Samuel Celestino                   | 10.09.1986 - 13.07.2011 |
| Afonso Maciel Neto                 | 10.09.1972 - 10.09.1986 |
| Jorge Calmon Muniz de Bittencourt  | 10.09.1970 - 10.09.1972 |
| Ranulpho de Oliveira               | 10.09.1931 - 23.07.1970 |
| Altamirando Requião                | 10.09.1930 - 10.09.1931 |